# Couepia canomensis
Couepia canomensis é o nome científico do Abajeru, pertencente a família das rosaceae.